# Protoindo-europeus

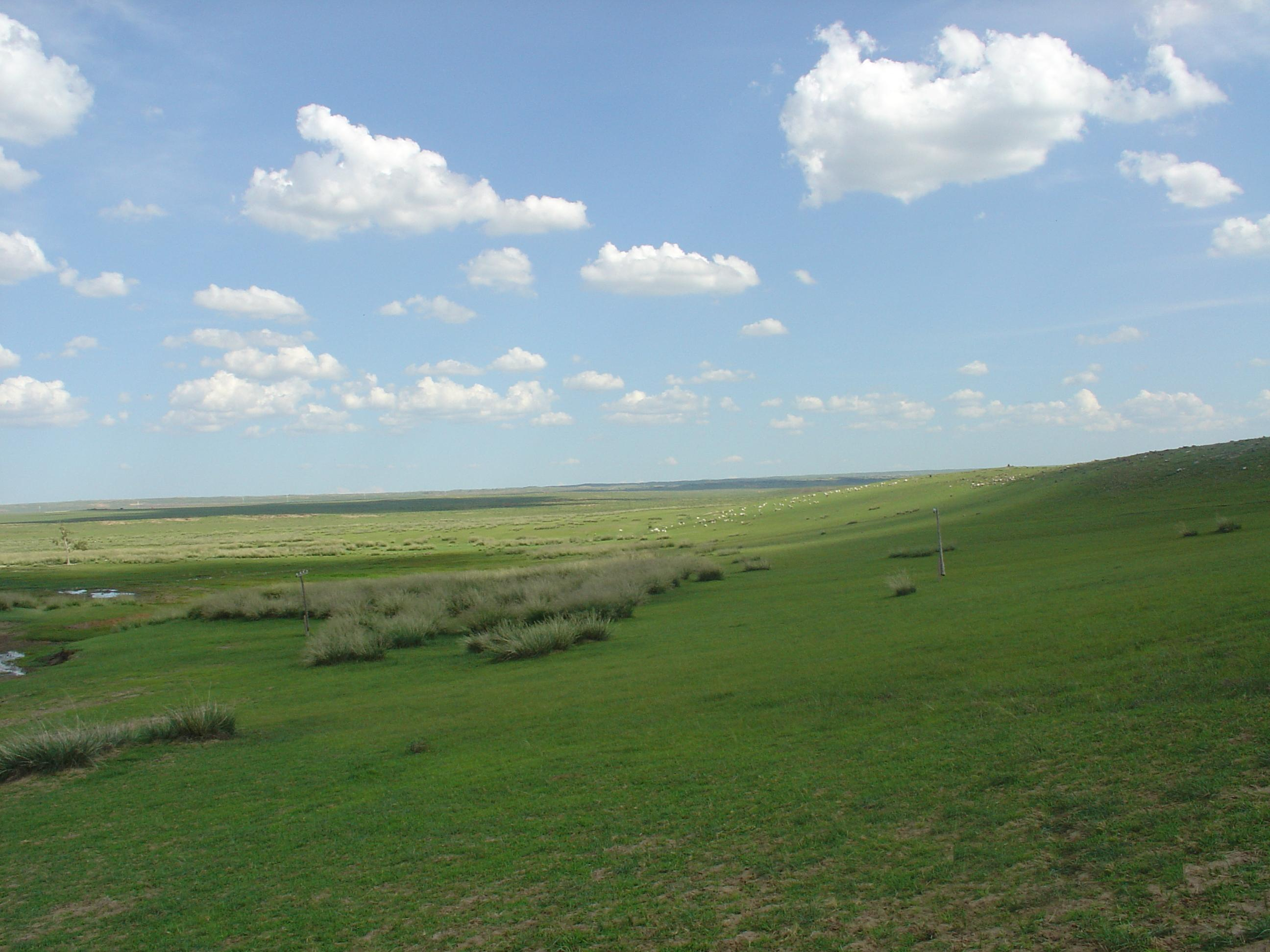
Paisagem estépica. Foi neste tipo de ambiente que viveu o povo protoindo-europeu.

Os protoindo-europeus são os hipotéticos falantes da língua protoindo-europeia; um povo pré-histórico da Idade do Cobre e do início da Idade do Bronze.
O que se sabe sobre estes povos deve-se principalmente à reconstrução linguística, a par de evidências materiais arqueológicas e arqueogenéticas. A reconstrução linguística está repleta de incertezas significativas com margem para a especulação. De acordo com alguns arqueólogos, os falantes de protoindo-europeu não podem ser considerados como sendo um povo ou tribo, única e identificável, mas antes um grupo impreciso de populações ancestrais ainda parcialmente pré-históricas, distintas dos indo-europeus da Idade do Bronze. Este ponto de vista é defendido especialmente pelos arqueólogos que postulam uma terra natal original de vasta extensão e de imensa profundidade temporal. Todavia este ponto de vista não é compartilhado pelos linguistas, devido às protolínguas, geralmente, ocuparem áreas geográficas pequenas num horizonte temporal limitado, e serem faladas por comunidades muito próximas, como pequenas tribos.
Os protoindo-europeus terão vivido, provavelmente, durante o final do Neolítico, ou à volta do quarto milênio Antes de Cristo. Uma corrente académica predominante localiza-os na região entre a floresta e a estepe, imediatamente a norte do extremo oeste da estepe pôntica na Europa Oriental. Alguns arqueólogos posicionam estes povos ainda mais no passado, no Neolítico médio (5500 a 4500 Antes de Cristo) ou até mesmo no começo do Neolítico (7500 a 5500 Antes de Cristo) e sugerem hipóteses alternativas de localização.
No final do terceiro milênio Antes de Cristo, desdobramentos dos protoindo-europeus alcançaram a Anatólia, a Grécia, a Europa Ocidental, a Ásia Central e o sul da Sibéria.

## Cultura
As características seguintes dos protoindo-europeus e de seu meio ambiente merecem ampla concordância, mas são ainda hipotéticas, devido à sua natureza reconstruída. Alguns dos fatos básicos são:
- Criação de gado e animais, incluindo gado, cavalos e cães domesticados.[2]
- Agricultura e cultivo de cereais, incluindo tecnologia geralmente relacionada com as comunidades agrícolas do final do Neolítico, tal como o arado (*h2erh3trom).[3]
- Clima com neve no inverno[4].
- Transporte por ou através da água.[2]
- A roda sólida,[2] usada em carroças, mas não ainda em bigas com rodas raiadas.[5]
- Culto a um deus do céu,[3] *dyeus ph2tēr (literalmente "pai céu"; > grego antigo Ζευς (πατηρ) / Zeus (patēr); *dieu-ph2tēr > latim Jupiter; ilírio Deipaturos)[6][7]
- Poesia épica oral ou canções que usavam frases regulares como fama imperecível ou mar de vinho negro.[2]
- Um sistema de parentesco patrilinear baseado no parentesco entre os homens.[2]

Os protoindo-europeus eram uma sociedade patrilinear, possivelmente semi-nómada, vivendo sobretudo da agricultura e, parcialmente, da pecuária, sobretudo gado e ovelhas. Tinham cavalos domesticados – *eḱwos (cf. latim equus).  A vaca (*gwous) desempenhava um importante papel na religião e na mitologia, assim como na vida diária. A riqueza de um homem seria medida pela quantidade de seus animais, *peḱus (cf. inglês fee, latim pecunia).
Praticavam uma religião politeísta centralizada em ritos sacrificiais, provavelmente administrada por uma casta sacerdotal. Eram enterrados (Sepultamentos) em túmulos ou tumbas aplicam-se à cultura kurgan, de acordo com a versão original da hipótese Kurgan, mas não à cultura Sredny Stog anterior ou à cultura da cerâmica cordada contemporânea, ambas também geralmente associadas aos protoindo-europeus. Os líderes importantes seriam sepultados com seus pertences em kurgans (montes funerários), e possivelmente também com os membros das suas famílias ou esposas.
Muitas sociedades indo-europeias conhecem uma divisão tríplice de sacerdotes, uma classe guerreira e uma classe de camponeses ou lavradores. Tal divisão é sugerida para a sociedade protoindo-europeia por Georges Dumézil.
Se havia uma classe separada de guerreiros era, provavelmente, constituída por jovens homens, solteiros. Seguiriam um código guerreiro separado, inaceitável na sociedade fora de seu grupo. Vestígios de ritos de iniciação em várias sociedades indo-europeias sugerem que este grupo se identificava com lobos ou cães.
Quanto à tecnologia, a reconstrução indica uma cultura entre o final do Neolítico e o começo da Idade do Bronze, com ferramentas e armas, muito provavelmente de "bronze natural" (por exemplo, feitas de ligas de cobre enriquecidas em silicone ou arsênico). Prata e ouro eram conhecidos, mas não a fundição de prata (o protoindo-europeu não tem palavra para chumbo, necessário para a fundição da prata), sugerindo que a prata era importada. As ovelhas eram criadas para lã, e os têxteis eram tecidos. A roda era conhecida, certamente usada em carros de boi.

## História da pesquisa
Tem havido muitas tentativas para definir que culturas pré-históricas particulares podem ser identificadas com os povos falantes de protoindo-europeu, mas todas são especulativas. Todas as tentativas para identificar um povo atual com uma língua não atestada dependem da reconstrução sonora dessa língua, o que permite a identificação de conceitos culturais e de fatores ambientais que podem ser associados com culturas particulares (tais como o uso de metais, agricultura versus pastoralismo, plantas e animais geograficamente características, etc.).
Os estudiosos do século XIX que primeiro cuidaram da questão da terra natal original dos indo-europeus (também chamada de Urheimat, termo alemão para "terra natal original") estavam essencialmente confinados à evidência linguística. Uma localização aproximada foi tentada pela reconstrução de nomes de plantas e animais (dando grande importância à faia e ao salmão), assim como à cultura e à tecnologia (uma cultura da Idade do Bronze centralizada na criação de animais e tendo domesticado o cavalo). as opiniões eruditas se tornaram basicamente divididas entre a hipótese europeia, postulando uma migração da Europa para a Ásia, e uma hipótese asiática, sustentando que a migração ocorreu na direção oposta.
No começo do século XX, o racismo científico, a questão foi associada à expansão de uma suposta "raça ariana". A questão é ainda controversa em alguns opiniões sobre nacionalismo étnico.
Uma série de importantes avanços ocorreu na década de 1970 devido à convergência de vários fatores. Primeiro, o método de datação por radiocarbono, inventado em 1949, tornou-se, no começo da década de 1970, suficientemente barato para ser aplicado em grande escala. Através da dendrocronologia (datação pelos anéis dos troncos de árvores), as datas obtidas pelo radiocarbono puderam ser calibradas a um grau de acuidade muito elevado. E finalmente, antes da década de 1970, partes da Europa Oriental e da Ásia Central tinham estado fora dos limites dos pesquisadores ocidentais, enquanto arqueólogos não-ocidentais não tinham acesso às publicações de seus colegas ocidentais. Este problema foi parcialmente resolvido pelo trabalho pioneiro de Marija Gimbutas, auxiliada por Colin Renfrew, que organizou expedições e e melhorou a colaboração acadêmica entre os pesquisadores ocidentais e os não-ocidentais.
A hipótese Kurgan, atualmente a teoria mais amplamente aceita, é baseada em evidências linguísticas, arqueológicas e genéticas, mas não é universalmente aceita. Ela sugere a origem dos protoindo-europeus na estepe pôntica, durante o Calcolítico. Uma minoria de pesquisadores prefere a hipótese anatólica, que sugere a origem na Anatólia durante o Neolítico. Outras teorias (hipótese armênia, teoria da saída da Índia, teoria da continuidade paleolítica) têm apenas apoio científico marginal.

## Hipóteses Urheimat

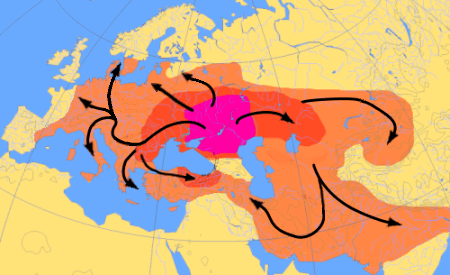
Esquema das migrações indo-européias de aproximadamente 4000 a.C. a 1000 a.C. de acordo com a hipótese Kurgan. A região púrpura corresponde à presumida Urheimat (cultura Samara, cultura Sredny Stog). A região em vermelho corresponde à área que deve ter sido colonizada por povos falantes de indo-europeu depois de aproximadamente 2500 a.C.; e a região em laranja até 1000 a.C.

Várias ideias foram propostas quanto à localização dos primeiros falantes de protoindo-europeu, poucas das quais sobreviveram ao escrutínio dos acadêmicos especialistas nos estudos indo-europeus suficientemente bem para serem incluídas no debate académico moderno. Abaixo estão resumidas as três que ainda restam.
No século XX, Marija Gimbutas criou a hipótese Kurgan. O nome foi retirado dos kurgans (montes funerários) das estepes eurasianas. A hipótese sugere que os indo-europeus eram uma tribo nômade da estepe pôntica (atualmente o leste da Ucrânia e o sul da Rússia) que se expandiu em várias ondas durante o 3º milênio AEC. Sua expansão coincidiu com a domesticação do cavalo. Deixando sinais arqueológicos de sua presença, eles subjugaram os pacíficos agricultores neolíticos europeus da civilização da Europa Antiga de Gimbutas. Conforme as crenças de Gimbutas se desenvolveram, ela colocou ênfase crescente na natureza patriarcal e patrilinear da cultura invasora, nitidamente contrastando-a com a supostamente igualitária, se não matrilinear, cultura dos invadidos, a um ponto de formular essencialmente uma arqueologia feminista. Uma forma modificada da teoria de Gimbutas, proposta por James Patrick Mallory, data as migrações um pouco antes de 3500 AEC e insiste menos na natureza violenta ou quase militar da invasão, sendo este o ponto de vista mais apoiado do Urheimat protoindo-europeu.
A hipótese anatólica sugere que as línguas indo-europeias se disseminaram pacificamente para da Ásia Menor para a Europa a partir de 7000 AEC com o avanço da agricultura (onda de avanço). O principal propagador desta teoria é Colin Renfrew. A cultura dos indo-europeus como deduzida pela reconstrução linguística contradiz esta teoria, visto que as culturas neolíticas não tinham cavalos, nem a roda e nem os metais, termos esses todos seguramente reconstruídos para o protoindo-europeu. Renfrew rejeita esse argumento, comparando tais reconstruções à presença da palavra "café" em todas as modernas línguas romances não necessariamente implica que os antigos romanos também a tivessem. Outro contra-argumento é o fato de se saber que a antiga Anatólia antes era habitada por povos não indo-europeus, especialmente hatitas, cálibes e outros; apesar de isso não eliminar a possibilidade de que os primeiros falantes de indo-europeu também pudessem ter vivido lá.
Usando modelos estocásticos de evolução de palavras para estudar a presença ou ausência de diferentes palavras nas línguas indo-europeias, Gray e Atkinson sugerem que a origem dos indo-europeus retrocede há 8500 anos, a primeira divisão sendo o hitita, apoiando a hipótese indo-hitita. Eles tentam evitar um dos problemas associados com a tradicional glotocronologia - o empréstimo linguístico. Porém, eles herdam os principais problemas da glotocronologia, incluindo a falta de provas de que as línguas tenham uma taxa fixa de reposição léxica. Seus cálculos se baiseiam inteiramente nas lista de Swadesh, e enquanto os resultados são bastante robustos para os ramos bem atestados, seu cálculo crucial para a idade do hitita se baseia em 200 palavras da lista de Swadesh de uma única língua. Um artigo mais recente analisando principalmente 24 línguas antigas, incluindo três línguas anatólias, produziu as mesmas etimativas de tempo e a separação anatólica como a mais antiga. Todavia, suas afirmações são ainda controversas e linguistas mais tradicionais consideram estes métodos pouco acurados para provar a hipótese anatólica.
A hipótese armênia é baseada na teoria glotal e sugere que a língua protoindo-europeia foi falada durante o 4º milênio AEC no planalto Armênio. É um modelo indo-hitita e não inclui as línguas anatólias em seu cenário. As peculiaridades fonológicas do protoindo-europeu propostas na teoria glotal seriam as melhores preservadas no armênio e nas línguas germânicas, com o armênio assumindo a função do dialeto que permaneceu in situ, implicando ser particularmente arcaico apesar de sua comprovação tardia. O protogrego seria praticamente equivalente ao grego micênico e dataria do século XVII AEC, intimamente associando a migração grega para a Grécia com a migração indo-ariana para a Índia aproximadamente na mesma época. A hipótese armênia sugere uma possível data mais recente para os protoindo-europeus (sem os anatólios), um milênio depois da predominante hipótese Kurgan. assim, ela figura como uma opositora da hipótese anatólica, apesar da proximidade geográfica da respectiva Urheimaten sugerida, divergindo do quadro temporal sugerido pela hipótese anatólica por três milênios.

## Genética

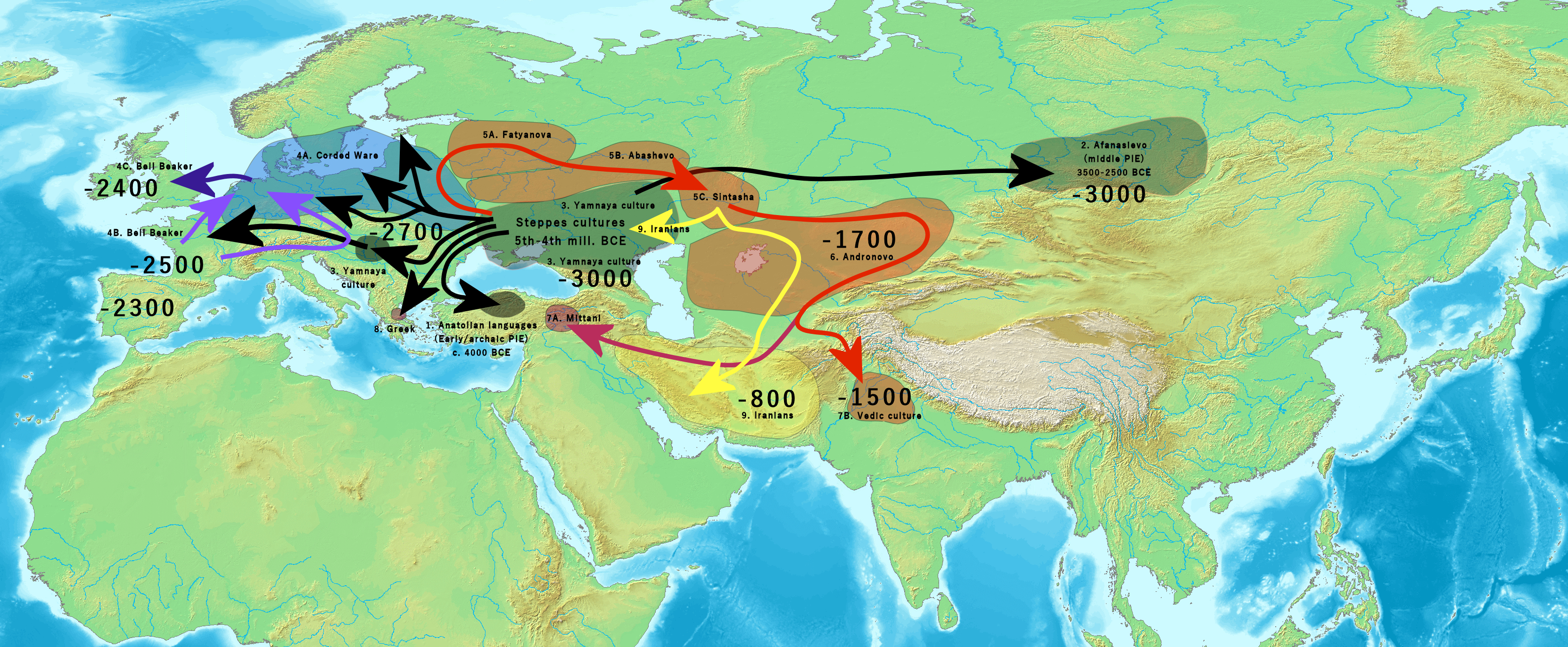
Expansão da migração protoindo-europeu

Três estudos genéticos recentes, de 2015, deram apoio à teoria de Marija Gimbutas de que a difusão das línguas indo-europeias teria se dado a partir das estepes russas (hipótese Kurgan). De acordo com esses estudos, o Haplogrupo R1b (ADN-Y) e o Haplogrupo R1a (ADN-Y) - hoje os mais comuns na Europa e sendo o R1a frequente também no subcontinente indiano - teriam se difundido, a partir das estepes russas, junto com as línguas indo-europeias; tendo sido detectado, também, um componente autossômico presente nos europeus de hoje que não estava presente nos europeus do Neolítico, e que teria sido introduzido a partir das estepes, junto com as linhagens paternas (haplogrupo paterno) R1b e R1a, assim como com as línguas indo-europeias.
O surgimento da arqueogenética evidencia que o uso da análise genética para traçar padrões de migração também adicionou novos elementos ao quebra-cabeça das origens. Em termos de genética, o subclado R1a1a (R-M17 ou R-M198) é o mais habitualmente associado com os falantes de indo-europeu. A maioria das discussões aparentemente das origens do R1a é, na verdade, sobre as origens do subclado dominante R1a1a (R-M17 ou R-M198). Dados até aqui coligidos indicam que há duas áreas amplamente separadas de alta frequência, uma na Europa Oriental, em torno da Polônia e do centro russo, e outro no sul da Ásia em torno do norte da Índia. As possíveis razões históricas e pré-históricas para isto são o assunto de contínuas discussões e atenção entre geneticistas populacionais e genealogistas genéticos, e são também consideradas como sendo de potencial interesse para linguistas e arqueólogos.
De restos de 10 humanos do sexo masculino encontrados no horizonte Andronovo da região de Krasnoyarsk, 9 possuíam o haplogrupo do cromossomo Y R1a e um o haplogrupo C (xC3). Haplogrupos mtDNA de 9 indivíduos identificados no mesmo horizonte Andronovo e região eram os seguintes: U4 (2 indivíduos), U2e, U5a1, Z, T1, T4, H e K2b.
90% dos haplogrupos mtDNA do período da Idade do Bronze eram de origem eurasiana ocidental e o estudo determinou que pelo menos 60% de todos os indivíduos (26 das amostras de restos humanos das Idades do Bronze e do Ferro do estudo que poderiam ser testadas) tinham cabelos claros e olhos azuis ou verdes.
Um estudo de 2004 também estabeleceu que durante o período da Idade do Bronze e do Ferro, a maioria da população do Cazaquistão (parte da cultura Andronovo durante a Idade do Bronze) era de origem eurasiana ocidental (com haplogrupos mtDNA tais como U, H, HV, T, I e W), e que antes dos séculos XIII-VII AEC, todas as amostras do Cazaquistão pertenciam  a linhagens europeias.
Luigi Luca Cavalli-Sforza e Alberto Piazza argumentam que Renfrew e Gimbutas reforçam em vez de contradizer um ao outro. Cavalli-Sforza (2000) afirma que "Está claro que, geneticamente falando, povos da estepe Kurgan descendiam pelo menos em parte de povos do Oriente Médio Neolítico que imigraram para lá a partir da Turquia". Piazza & Cavalli-Sforza (2006) afirmam que:

se as expansões começaram há 9.500 anos a partir da Anatólia e há 6.000 anos a partir da região da cultura Yamna, então um período de 3.500 anos decorreu durante sua migração para a região Volga-Don a partir da Anatólia, provavelmente através dos Bálcãs. Lá, uma nova cultura principlamente pastoril se desenvolveu sob o estímulo de um meio ambiente desfavorável à agricultura padrão, mas oferecendo novas possibilidades atrativas. Então, nossa hipótese é que as línguas indo-europeias derivam de uma expansão secundária a partir da região da cultura Yamna depois que agricultores neolíticos, possivelmente vindos da Anatólia e lá estabelecidos, desenvolveram o nomadismo pastoril.

O genenticista e antropólogo norte-americano Spencer Wells sugere em um estudo (2001) que a origem, distribuição e idade do haplótipo R1a1 indicam uma migração antiga, possivelmente correspondendo à sua disseminação pelo povo da cultura Kurgan na sua expansão através da estepe eurasiana por volta de 3000 AEC. Sobre a proposta de seu professor Cavalli-Sforza, Wells (2002) afirma que "não há nada para contradizer este modelo, embora tampouco os padrões genéticos forneçam claro apoio", e em vez disso argumenta que a evidência é mais forte para o modelo de Gimbutas:

Enquanto nós vemos evidências substanciais arqueológicas e genéticas para uma migração indo-europeia se originando no sul das estepes russas, há pouca evidência para uma migração do Oriente Médio para a Europa similarmente grandiosa. Uma possibilidade é que, com uma migração muito mais antiga (8.000 anos em vez de 4.000), os sinais genéticos carregados pelos agricultores falantes de indo-europeu podem simplesmente ter se dispersado ao longo dos anos. Há claramente certa evidência para uma migração a partir do Oriente Médio, como Cavalli-Sforza e colegas mostraram, mas o sinal não é forte o bastante para nós traçarmos a distribuição das línguas neolíticas para toda a Europa falante de indo-europeu.

Acredita-se que o haplogrupo do cromossomo Y humano R1a1 tenha rido origem nas estepes eurasianas ao norte do mar Negro e do mar Cáspio, e está associado à cultura Kurgan, ou o "vale do Indo" das línguas indo-europeias, assim como com a cultura Ahrensburg pós-glacial, sugerida como tendo espalhado o haplogrupo originalmente. Alternativamente, sugere-se que o R1a chegou ao sul da Escandinávia durante a época da cultura da cerâmica cordada. As mutações que caracterizam o haplogrupo R1a ocorreram há aproximadamente 10.000 anos. A sua mutação definitiva (M17) ocorreu entre 10.000 e 14.000 anos atrás. Ornella Semino et al. propõe uma disseminação pós-glacial do haplogrupo R1a1, a partir do norte do mar Negro durante o período do último máximo glacial, subsequentemente ampliada pela expansão da cultura Kurgan para a Europa e para oeste.

## Leitura complementar
- Anthony, David W. (2007). The Horse, the Wheel, and Language: How Bronze-Age Riders from the Eurasian Steppes Shaped the Modern World. [S.l.]: Princeton University Press. ISBN 0-691-05887-3
- Atkinson, Q. D., Nicholls, G., Welch, D. and Gray, R. D. (2005). From Words to Dates: Water into wine, mathemagic or phylogenetic inference? Transactions of the Philological Society, 103(2), 193–219.
- Cavalli-Sforza, Luigi Luca (2000). «Genes, Peoples, and Languages». New York: North Point Press.
- Gray, Russell D.; Atkinson, Quentin D. (2003). «Language-tree divergence times support the Anatolian theory of Indo-European origin» (PDF). Nature. 426 (6965): 435–439. PMID 14647380. doi:10.1038/nature02029.
- Holm, Hans J. (2007): The new Arboretum of Indo-European "Trees". Can new Algorithms Reveal the Phylogeny and even Prehistory of IE? In: Journal of Quantitative Linguistics 14–2:167–214.
- Mallory, J.P. (1989). «In Search of the Indo-Europeans: Language, Archaeology, and Myth». London: Thames & Hudson.
- Piazza, Alberto; Cavalli Sforza, Luigi (12–15 Abril 2006). «Diffusion of Genes and Languages in Human Evolution». In:  Cangelosi, Angelo; Smith, Andrew D M; Smith, Kenny. The Evolution of Language: Proceedings of the 6th International Conference on the Evolution of Language (EVOLANG6). Rome: World Scientific. pp. 255–266. Consultado em 8 de agosto de 2007. Arquivado do original em 10 de setembro de 2007.
- Renfrew, Colin (1987). Archaeology & Language. The Puzzle of the Indo-European Origins. London: Jonathan Cape. ISBN 0-224-02495-7
- Sykes, Brian. The seven daughters of Eve (London, Corgi Books 2001)
- Watkins, Calvert. (1995) How to Kill a Dragon: Aspects of Indo-European Poetics. New York: Oxford University Press.
- Wells, Spencer (2002). «The Journey of Man: A Genetic Odyssey». Princeton University Press.
- J. P Mallory, In Search of Indo-Europeans (London 1989).
- C. Renfrew, Archaeology and language, the puzzle of Indo-European origins (London, Penguin 1987).
- Luigi Luca Cavalli-Sforza, Genes, Peoples, and Languages (translated by Mark Seielstad) (New York, Penguin 2000).
- Brian Sykes, The seven daughters of Eve (London, Corgi Books 2001)
- Atkinson, Q. D., Nicholls, G., Welch, D. and Gray, R. D. (2005). From Words to Dates: Water into wine, mathemagic or phylogenetic inference? Transactions of the Philological Society, 103(2), 193-219.
- Watkins, Calvert. (1995) How to Kill a Dragon: Aspects of Indo-European Poetics. New York: Oxford University Press.